# Maimuni prez zimata
Maimuni prez zimata é um filme de drama búlgaro de 2006 dirigido e escrito por Milena Andonova. Foi selecionado como representante da Bulgária à edição do Oscar 2007, organizada pela Academia de Artes e Ciências Cinematográficas.

## Elenco
- Bonka Ilieva-Boni - Dona
- Diana Dobreva
- Angelina Slavova